# Siros-Ermupoli
Siros-Ermupoli (gr. Δήμος Σύρου-Ερμούπολης, Dimos Siru-Ermupolis) – gmina w Grecji, w administracji zdecentralizowanej Wyspy Egejskie, w regionie Wyspy Egejskie Południowe, w jednostce regionalnej Siros. W jej skład wchodzi między innymi wyspa Siros. Siedzibą gminy jest Ermupoli, a siedzibą historyczną jest Ano Siros. W 2011 roku liczyła 21 507 mieszkańców. Powstała 1 stycznia 2011 roku w wyniku połączenia dotychczasowych gmin: Ermopuli, Ano Siros i Posidonia.